# 曹子登
曹子登（1537年—？），字以漸，别號如川，直隸興州後屯衛（治所在順天府通州三河县）軍籍，蘇州府長洲縣人，明朝官员。

## 生平
嘉靖三十七年（1558年）戊午科順天府鄉試第二十九名舉人。嘉靖四十一年（1562年）中式壬戌科會試第一百二十一名，二甲第三十五名進士。历官南京刑部郎中、山东東昌府知府，隆慶六年闰二月升河南按察司副使，丁忧归。
万历四年（1576年）十二月，起补山东副使，八年正月，复除陕西副使，五月升陕西苑马寺卿，六月改新升山西按察使赵焞于陕西，照旧管苑马寺事；而以新补本寺卿曹子登改山西右参政，以焞为督抚郜光先等所留也。九年七月，调任山东右参政，次年升山东按察使，十一年闰二月，升山西右布政使。十二年十一月，升都察院右佥都御史、巡抚甘肃。十六年三月升右副都御史，巡抚如故。子登三年考绩，多斩获功，故有是命。十六年十一月，以甘肃营兵之变为御史連標所劾罢免。

## 家族
曾祖曹鼎，御醫；祖父曹逵，太醫院吏目；父曹應龍，封刑部主事。母黃氏（封安人）。具庆下。兄曹子朝，知府；曹良輔；曹子和；曹子邦。弟曹子良、子學、子觐、子晉、子聘。